# Марченко Іван Тихонович
Іван Тихонович Марченко (25 липня 1908, місто Брянськ, тепер Брянської області, Російська Федерація — 14 вересня 1972, місто Москва) — радянський партійний діяч, 1-й секретар Томського обкому КПРС. Член ЦК КПРС у 1956—1961 р. Кандидат у члени ЦК КПРС в 1961—1966 р. Депутат Верховної Ради СРСР 5—6-го скликань. Депутат Верховної Ради РРФСР 7-го скликання.

## Біографія
Народився в багатодітній робітничій родині. Батько працював кондуктором поїздів Московсько-Київської залізниці.
У 1924 році поступив в школу фабрично-заводського учнівства при паровозному депо залізничної станції Брянськ, після закінчення якої працював слюсарем, майстром, а потім помічником машиніста паровоза. У 1925 році вступив до комсомолу, а у вересні 1928 року став кандидатом у члени ВКП(б).
Член ВКП(б) з 1929 року.
У 1930—1935 роках — студент Ленінградського інституту інженерів залізничного транспорту.
У 1935—1938 роках — заступник начальника факультету, начальник аспірантури Ленінградського інституту інженерів залізничного транспорту.
У 1938—1943 роках — начальник Політичного відділу Західної залізниці. З початком німецько-радянської війни вів роботу із створення партизанських загонів в Смоленській області.
У 1943—1944 роках — начальник Центральної групи контролю при народному комісарі шляхів сполучення СРСР.
У 1944—1946 роках — начальник паровозовагоноремонтного заводу Народного комісаріату — Міністерства шляхів сполучення СРСР.
У 1946—1951 роках — начальник Московського відділення Західної залізниці.
З 1951 по березень 1954 року — 1-й секретар Совєтського районного комітету КПРС міста Москви.
29 березня 1954 — 15 липня 1959 року — 2-й секретар Московського міського комітету КПРС.
15 травня 1959 — 26 листопада 1965 року — 1-й секретар Томського обласного комітету КПРС.
15 жовтня 1965 — 23 квітня 1969 року — міністр місцевої промисловості РРФСР.
З квітня 1969 року — на пенсії у Москві. Похований на Новодівочому кладовищі.

## Нагороди
- орден Леніна
- три ордени Трудового Червоного Прапора
- орден «Знак Пошани»
- орден Червоної Зірки
- медаль «За оборону Москви»
- медаль «Партизанові Вітчизняної війни» І-го ст.
- медаль «За перемогу над Німеччиною у Великій Вітчизняній війні 1941—1945 рр.»
- медаль «За доблесну працю у Великій Вітчизняній війні 1941—1945 рр.»
- медалі